# Васьковичский сельсовет (Славгородский район)
Ва́ськовичский сельсовет (бел. Ва́ськавіцкі сельсавет) — административно-территориальная единица на территории Славгородского района Могилёвской области Белоруссии. Административный центр — агрогородок Поповка.

## История
За период 2000—2011 годы на территории сельсовета были упразднены следующие населенные пункты: деревня Курганье — решение районного Совета депутатов от 30.12.2003 г. № 4-8; деревня Уречье 2 — решение районного Совета депутатов от 27.06.2007 г. № 4-5.
23 декабря 2009 года из Васьковичского сельсовета в состав Кабиногорского сельсовета переданы 4 населённых пункта (Гайшин, Рудня, Чечеровка, Есяновица); в состав Свенского сельсовета — населённые пункты Тереховка, Безуевичи.
Решением сессии Славгородского  районного Совета депутатов от 20.03.2009 г. № 15-13 деревня Ржавка 1 переименована в агрогородок Ржавка 1; решением сессии Славгородского районного Совета депутатов от 19.03.2010 г. деревня Поповка переименована в агрогородок Поповка.

## Состав
Васьковичский сельсовет включает 10 населённых пунктов:
- Васьковичи — деревня.
- Гончаровка — деревня.
- Красный Восход — деревня.
- Кульшичи — деревня.
- Поповка — агрогородок.
- Приволье — деревня.
- Ржавка 1 — агрогородок.
- Ржавка 2 — деревня.
- Уречье 1 — деревня.
- Шеломы — деревня.

Упразднённые населённые пункты:
- Курганье — деревня.
- Рябиновка — деревня.
- Уречье 2 — деревня.

## Население
- На 2011 год — 1314 человек, 515 домохозяйств.